# Anna d'Asburgo (imperatrice)
Anna del Tirolo (Innsbruck, 4 ottobre 1585 – Vienna, 14 dicembre 1618), figlia dell'arciduca d'Austria-Tirolo Ferdinando II e della sua seconda moglie Anna Caterina Gonzaga, è stata imperatrice del Sacro Romano Impero, regina di Germania, d'Ungheria e di Boemia come moglie di Mattia d'Asburgo.
Fu la responsabile dello spostamento della corte Imperiale da Praga a Vienna, che divenne uno dei centri della cultura europea. Sostenitrice della Controriforma, ebbe una grande influenza su suo marito, con il quale fondò la Cripta Imperiale, che divenne il luogo di sepoltura della dinastia degli Asburgo.

## Biografia

### Infanzia
Anna nacque a Innsbruck il 4 ottobre 1585, terzogenita di Ferdinando II, Arciduca d'Austria e Conte del Tirolo, e della sua seconda moglie Anna Caterina Gonzaga. I suoi nonni paterni furono Ferdinando I, Imperatore del Sacro Romano Impero e sua moglie Anna Jagellone, Principessa d'Ungheria e Boemia, mentre dal lato materno furono Guglielmo Gonzaga, Duca di Mantova e sua moglie l'Arciduchessa Eleonora d'Austria
Così come la madre e la sorella Maria, Anna era una cattolica fervente: gli oggetti che le servivano per i suoi quotidiani esercizi spirituali sono oggi visibili nella Geistliche Schatzkammer della Hofburg.
L'imperatrice Anna morì cinque mesi prima del marito: dal loro matrimonio non nacquero figli.
Nel suo testamento aveva disposto che a Vienna venisse costruito un convento cappuccino che ospitasse le tombe sue e del marito Mattia. Questa cripta, chiamata comunemente Cripta dei cappuccini, venne poi eletta a luogo di sepoltura anche dai successivi Asburgo.

## Ascendenza
|                         |                     |                        | Genitori                    |  |  | Nonni |  |  | Bisnonni            |  |  | Trisnonni                |  |
|                         |                     |                        |                             |  |  |       |  |  | Filippo I d'Asburgo |  |  | Massimiliano I d'Asburgo |  |
|                         |                     |                        |                             |  |  |       |  |  | Filippo I d'Asburgo |  |  | Massimiliano I d'Asburgo |  |
|                         |                     | Maria di Borgogna      |                             |  |  |       |  |  | Filippo I d'Asburgo |  |  |                          |  |
| Ferdinando I d'Asburgo  |                     |                        |                             |  |  |       |  |  | Filippo I d'Asburgo |  |  |                          |  |
|                         |                     | Giovanna di Castiglia  | Ferdinando II d'Aragona     |  |  |       |  |  |                     |  |  |                          |  |
|                         |                     | Giovanna di Castiglia  | Ferdinando II d'Aragona     |  |  |       |  |  |                     |  |  |                          |  |
|                         |                     | Giovanna di Castiglia  | Isabella di Castiglia       |  |  |       |  |  |                     |  |  |                          |  |
| Ferdinando II d'Austria |                     | Giovanna di Castiglia  |                             |  |  |       |  |  |                     |  |  |                          |  |
|                         |                     | Ladislao II di Boemia  | Casimiro IV di Polonia      |  |  |       |  |  |                     |  |  |                          |  |
|                         |                     | Ladislao II di Boemia  | Casimiro IV di Polonia      |  |  |       |  |  |                     |  |  |                          |  |
|                         |                     | Ladislao II di Boemia  | Elisabetta d'Asburgo        |  |  |       |  |  |                     |  |  |                          |  |
| Anna Jagellone          |                     | Ladislao II di Boemia  |                             |  |  |       |  |  |                     |  |  |                          |  |
|                         |                     | Anna di Foix-Candale   | Gastone II di Foix-Candale  |  |  |       |  |  |                     |  |  |                          |  |
|                         |                     | Anna di Foix-Candale   | Gastone II di Foix-Candale  |  |  |       |  |  |                     |  |  |                          |  |
|                         |                     | Anna di Foix-Candale   | Caterina di Navarra         |  |  |       |  |  |                     |  |  |                          |  |
| Anna d'Asburgo          |                     | Anna di Foix-Candale   |                             |  |  |       |  |  |                     |  |  |                          |  |
|                         | Federico II Gonzaga | Francesco II Gonzaga   |                             |  |  |       |  |  |                     |  |  |                          |  |
|                         | Federico II Gonzaga | Francesco II Gonzaga   |                             |  |  |       |  |  |                     |  |  |                          |  |
|                         | Federico II Gonzaga | Isabella d'Este        |                             |  |  |       |  |  |                     |  |  |                          |  |
| Guglielmo Gonzaga       | Federico II Gonzaga |                        |                             |  |  |       |  |  |                     |  |  |                          |  |
|                         |                     | Margherita Paleologa   | Guglielmo IX del Monferrato |  |  |       |  |  |                     |  |  |                          |  |
|                         |                     | Margherita Paleologa   | Guglielmo IX del Monferrato |  |  |       |  |  |                     |  |  |                          |  |
|                         |                     | Margherita Paleologa   | Anna d'Alençon              |  |  |       |  |  |                     |  |  |                          |  |
| Anna Caterina Gonzaga   |                     | Margherita Paleologa   |                             |  |  |       |  |  |                     |  |  |                          |  |
|                         |                     | Ferdinando I d'Asburgo | Filippo I d'Asburgo         |  |  |       |  |  |                     |  |  |                          |  |
|                         |                     | Ferdinando I d'Asburgo | Filippo I d'Asburgo         |  |  |       |  |  |                     |  |  |                          |  |
|                         |                     | Ferdinando I d'Asburgo | Giovanna di Castiglia       |  |  |       |  |  |                     |  |  |                          |  |
| Eleonora d'Austria      |                     | Ferdinando I d'Asburgo |                             |  |  |       |  |  |                     |  |  |                          |  |
|                         |                     | Anna Jagellone         | Ladislao II di Boemia       |  |  |       |  |  |                     |  |  |                          |  |
|                         |                     | Anna Jagellone         | Ladislao II di Boemia       |  |  |       |  |  |                     |  |  |                          |  |
|                         |                     | Anna Jagellone         | Anna di Foix-Candale        |  |  |       |  |  |                     |  |  |                          |  |
|                         |                     | Anna Jagellone         |                             |  |  |       |  |  |                     |  |  |                          |  |